# 앤젤스 셰어: 천사를 위한 위스키
《앤젤스 셰어: 천사를 위한 위스키》(The Angels' Share)는 2012년 공개된 코미디 드라마 영화이다. 이 영화는 켄 로치가 감독을 맡았으며 폴 브래니건, 존 헨쇼, 윌리엄 루앤이 주연을 맡았다. 스코틀랜드 글래스고를 배경으로 한 이 영화는 가까스로 징역형을 면한 젊은 아버지의 이야기를 담고 있다. 새로운 삶을 살기로 결심하고 같은 지역 사회 회수 그룹의 친구들과 함께 위스키 증류소를 방문하면서 새로운 삶으로 가는 길이 분명해져간다.

## 줄거리
글래스고를 배경으로, 폭력 전과로 사회봉사 명령을 받은 젊은 아버지 로비의 이야기가 펼쳐진다. 그는 새로운 삶을 살기로 결심하고, 사회봉사 그룹 사람들과 함께 위스키 증류소를 방문하게 된다. 거기서 위스키가 숙성되는 동안 증발하는 양을 뜻하는 '천사의 몫'이라는 말을 듣게 되고, 위스키의 풍미를 구별하는 특별한 재능을 발견한다.
그러던 중, 로비는 과거의 적에게 쫓기는 동시에, 아들의 미래를 위해 폭력적인 삶을 청산해야 한다는 압박을 받는다.  그는 아들과 함께 글래스고를 떠나라는 제안을 받지만, 그는 자신의 재능을 살려 위스키 사업으로 성공할 기회를 엿본다. 친구들과 함께 고급 위스키를 훔쳐 팔 계획을 세우고, 경매장에서 위스키를 빼돌리는 데 성공한다.
로비는 위스키를 판매하여 큰 돈을 벌지만, 일부 위스키를 친구이자 정신적 지주인 해리에게 '천사의 몫'으로 남긴다. 마지막 장면에서, 로비는 아들의 엄마와 함께 깨끗한 차를 타고 새 삶을 찾아 떠나고, 남은 친구들은 술을 마시기로 결심한다.

## 출연

### 주연
- 폴 브래니건
- 존 헨쇼
- 게리 메이틀랜드
- 자스민 리긴스
- 윌리엄 루앤
- 로저 알람

### 조연
- 론 맥페이디엔
- 데이빗 구달
- 대니얼 포트먼
- 찰리 맥클린

## 기타
- 프로듀서: 레베카 오브라이언
- 작곡: 조지 펜튼
- 미술: 퍼거스 클레그
- 섭외: 카린 크로포드

## 같이 보기
- 프랑스 영화